# Santiago Rosales
José Santiago Rosales (Mar del Plata, 22 marzo 1995) è un calciatore argentino, centrocampista del Mitre (SdE).

## Caratteristiche tecniche
È un esterno sinistro.

## Carriera
Cresciuto nelle giovanili dell'Aldosivi, ha esordito in prima squadra il 24 ottobre 2014 in occasione del match di campionato vinto 2-0 contro il Colón (SF).
Nel 2016 è stato acquistato dal Racing Club.

## Statistiche

### Presenze e reti nei club
Statistiche aggiornate al 6 luglio 2018.
| Stagione        | Squadra         | Campionato      | Campionato | Campionato | Coppe nazionali | Coppe nazionali | Coppe nazionali | Coppe continentali | Coppe continentali | Coppe continentali | Altre coppe | Altre coppe | Altre coppe | Totale | Totale | Totale |
| Stagione        | Squadra         | Comp            | Pres       | Reti       | Comp            | Pres            | Reti            | Comp               | Pres               | Reti               | Comp        | Pres        | Reti        | Pres   | Reti   |        |
| --------------- | --------------- | --------------- | ---------- | ---------- | --------------- | --------------- | --------------- | ------------------ | ------------------ | ------------------ | ----------- | ----------- | ----------- | ------ | ------ | ------ |
| 2014            | Aldosivi        | BN              | 2          | 0          |                 | -               | -               |                    | -                  | -                  |             | -           | -           | 2      | 0      |        |
| 2015            | Aldosivi        | PD              | 16         | 2          | CA              | 0               | 0               |                    | -                  | -                  |             | -           | -           | 16     | 2      |        |
| 2016            | Aldosivi        | PD              | 16         | 2          | CA              | 1               | 0               |                    | -                  | -                  |             | -           | -           | 17     | 2      |        |
| Totale Aldosivi | Totale Aldosivi | Totale Aldosivi | 34         | 4          |                 | 1               | 0               |                    | -                  | -                  |             | -           | -           | 35     | 4      |        |
| 2016-2017       | Racing Club     | PD              | 18         | 2          | CA              | 1               | 0               | CS                 | 2                  | 0                  |             | -           | -           | 21     | 2      |        |
| 2017-2018       | Racing Club     | PD              | 1          | 0          | CA              | 1               | 0               |                    | -                  | -                  |             | -           | -           | 2      | 0      |        |
| 2018            | Olimpia         | PD              | 6          | 1          |                 | -               | -               | CL                 | 3                  | 0                  |             | -           | -           | 9      | 1      |        |
| Totale carriera | Totale carriera | Totale carriera | 59         | 7          |                 | 3               | 0               |                    | 5                  | 0                  |             | -           | -           | 67     | 7      |        |